# Bahnhof Oensingen

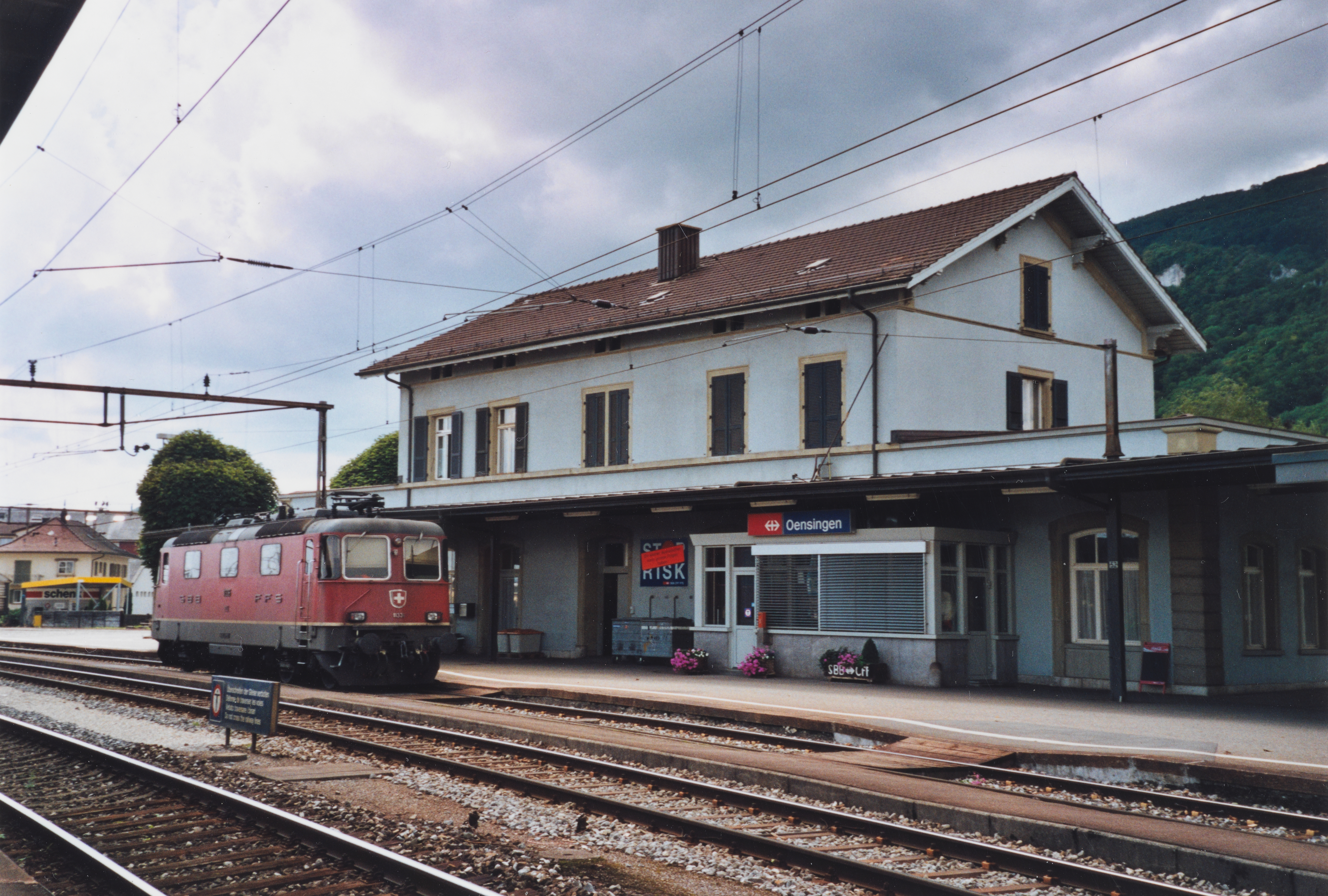
Stationsgebäude Bahnseite 2005

Der Bahnhof Oensingen ist der einzige Bahnhof der Gemeinde Oensingen im Kanton Solothurn. Er wird von Zügen der SBB, der Oensingen-Balsthal-Bahn (OeBB) und der Aare Seeland mobil bedient.

## Geschichte
Mit der Eröffnung der Gäubahn zwischen Olten und Solothurn der Schweizerischen Centralbahn (SCB) wurde Oensingen am 4. Dezember 1876 ans Schweizer Eisenbahnnetz angeschlossen. Zeitgleich existierten Pläne der Wasserfallenbahn zwischen Basel und Bern via Waldenburg und Balsthal sowie der Jura-Gotthard-Bahn zwischen Delémont und Altdorf via Luzern. Weil jedoch diese Pläne scheiterten, lancierte die in Balsthal angesiedelte Industrie die Oensingen-Balsthal-Bahn, deren 4,01 km lange Stichstrecke 1899 in Betrieb genommen werden konnte. 1902 gelangte die Gäubahn durch die SCB-Verstaatlichung in Besitz der SBB.
1907 stiess mit der Langenthal-Jura-Bahn, die von Langenthal nach Oensingen Schulhaus verkehrte, eine meterspurige Bahn dazu. Die LJB verkehrte dabei zwischen Niederbipp und Oensingen parallel zur SBB-Gäubahn. Anfänglich konnten sich die LJB und die in Niederbipp in Richtung Solothurn anschliessende SNB trotz längerer Fahrtzeit zwischen Solothurn und Oensingen dank dichterem Fahrplan gegenüber der Gäubahn behaupten, als die SBB jedoch den Regionalverkehr auf dieser ausbauten, sanken die Fahrgastzahlen. Aus diesem Grund wurde 1928 der Abschnitt Oensingen–Oensingen Schulhaus stillgelegt und der Bahnhof Oensingen wurde zur einzigen Bahnstation der Gemeinde. 1943 wurde auch der Abschnitt Niederbipp–Oensingen SBB stillgelegt.
Durch die Einführung eines neuen Taktfahrplanes auf der OeBB konnten deren Passagierzahlen gesteigert werden. Per Fahrplanwechsel 2012 wurde der Abschnitt Niederbipp–Oensingen der LJB/SNB-Nachfolgegesellschaft Aare Seeland mobil reaktiviert, jedoch ist die Trassierung nicht identisch mit der zwischen 1907 und 1943 existierenden Strecke.
Seit August 2015 wurde der Bahnhof Oensingen modernisiert. Das äussere Erscheinungsbild des Empfangsgebäudes wurde dabei seinem ursprünglichen Zustand angenähert. Von Oktober 2018 bis Oktober 2019 wurde der Bahnhof behindertengerecht umgebaut. Wegen der Bauarbeiten hielten während sechs Monaten keine Züge des Fernverkehrs in Oensingen. In den Hauptverkehrszeiten verkehrte ein Shuttlezug als RegioExpress zwischen Olten und Oensingen. Der Umbau beinhaltete eine Erhöhung des Mittelperrons, eine Verlängerung des Perrons und des Perrondachs sowie eine Anpassung der Gleise 3 und 4, um deren Querneigung zu reduzieren.

## Bahnanlage
Der Bahnhof Oensingen besteht aus drei Teilen: Auf den Gleisen 3 und 4 wird der Verkehr der Strecke Olten–Solothurn abgewickelt, auf der anderen Seite des Empfangsgebäudes besitzt die OeBB ihren Bahnsteig. Die beiden normalspurigen Strecken sind so verknüpft, dass Oensingen einen Keilbahnhof darstellt. Der meterspurige Teil der Aare Seeland mobil besteht aus den Gleisen 7 und 8.

## Verkehr

### Fernverkehr
- 5 Lausanne – Biel/Bienne – Zürich HB ( – St. Gallen/Rorschach)  TT FZ BZ FS RZ , im Sommer zusätzlich , Lausanne–Zürich HB stündlich, mit Verlängerung zur Hauptverkehrszeit nach St. Gallen, Genève–Rorschach stündlich

### Regionalverkehr
- S 11 Solothurn–Wiedlisbach–Niederbipp–Oensingen–Niederbipp–Aarwangen–Langenthal (Halbstundentakt; ASm)
- S 20 Olten – Solothurn – Biel/Bienne / (Langendorf – Oberdorf SO) (halbstündlich bis Solothurn; SBB)
- S 22 Balsthal–Oensingen (Halbstundentakt; OeBB)[5]

### Busverkehr
- 115 Oensingen – Balsthal – Ramiswil – Zwingen (HVZ Stundentakt, bis Zwingen ein Bus Montag – Freitag, abends als Ersatz für OeBB teilweise Halbstundentakt)
- 124 Oensingen – Roggen (Im Sommer samstags und sonntags einzelne Busse)
- 125 Ortsbus Oensingen (Montag – Freitag, Halbstündlich)
- 126 Oensingen – Wolfwil – Olten (Montag – Freitag pro Stunde ein Bus bis Wolfwil ohne Taktung, Samstag ein Bus pro Stunde nach Wolfwil – Olten)
- 127 Oensingen – Wolfwil (Zu HVZ, ab Haltestelle Oensingen, Bahnhof Süd)
- 129 Oensingen – Herbetswil – Gänsbrunnen (Montag – Freitag in HVZ, Halbstundentakt bis Herbetswil, Stundentakt bis Gänsbrunnen. Samstags ein Bus morgens)
- 505 Oensingen – Wangen bei Olten – Olten (– Olten, Haslistrasse) (Halbstundentakt, ab Haltestellt Oensingen, Bahnhof Süd, betrieben durch BOGG)